# Babice (Hostouň)
Babice (německy Wabitz) jsou malá vesnice, část města Hostouň v okrese Domažlice v Plzeňském kraji. Nachází se 5,5 kilometru severně od Hostouně. Babice leží v katastrálním území Babice u Holubče o rozloze 2,03 km².

## Historie
První písemná zmínka o vesnici pochází z roku 1654.

## Obyvatelstvo
| Rok            | 1869 | 1880 | 1890 | 1900 | 1910 | 1921 | 1930 | 1950 | 1961 | 1970 | 1980 | 1991 | 2001 | 2011 | 2021 |
| -------------- | ---- | ---- | ---- | ---- | ---- | ---- | ---- | ---- | ---- | ---- | ---- | ---- | ---- | ---- | ---- |
| Počet obyvatel | 67   | 73   | 69   | 64   | 67   | 56   | 51   | 15   | 12   | 13   | 11   | 9    | 21   | 23   | 15   |
| Počet domů     | 12   | 12   | 12   | 13   | 11   | 10   | 12   | 10   | 10   | 3    | 3    | 3    | 5    | 7    | 7    |

## Obecní správa
Při sčítání lidu v letech 1850–1979 Babice byly osadou obce Holubeč, se kterým patřily nejprve do okresu Horšovský Týn (v letech 1850–1910 Horšův Týn), ale od roku 1960 v okrese Domažlice. Od 1. července 1979 jsou částí města Hostouň v okrese Domažlice.

## Další fotografie

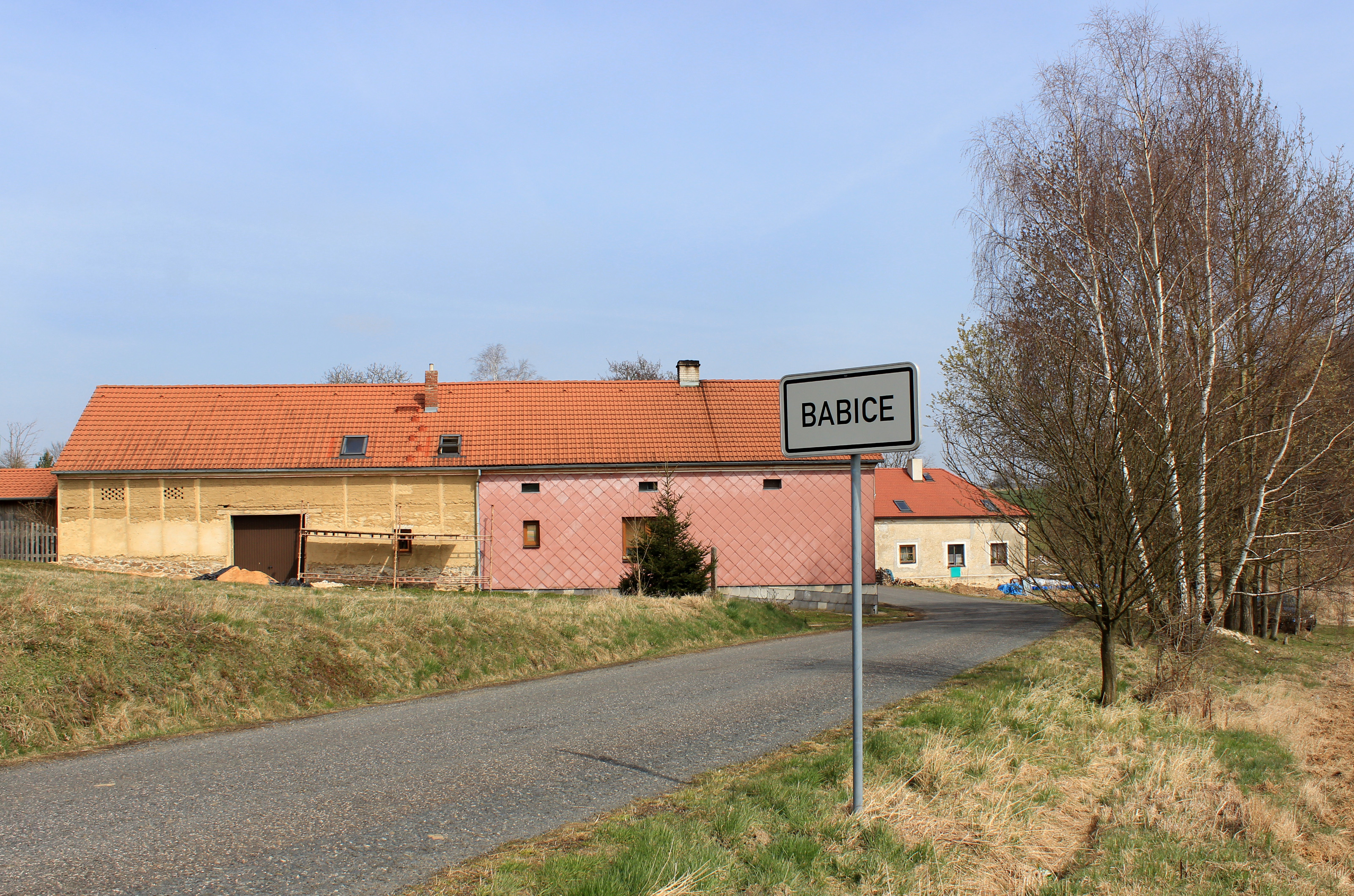
Příjezd k vesnici od západu
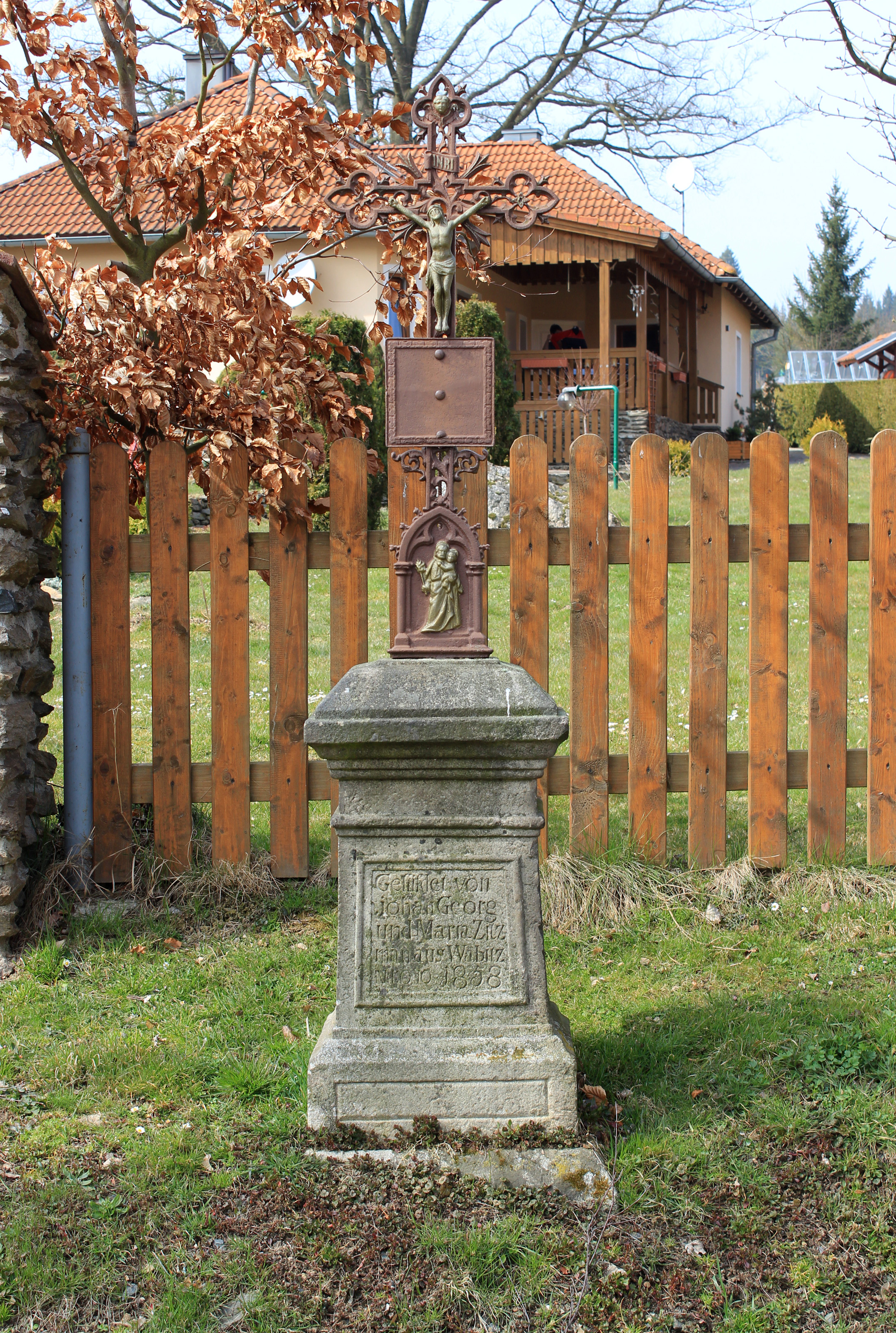
Křížek u silnice
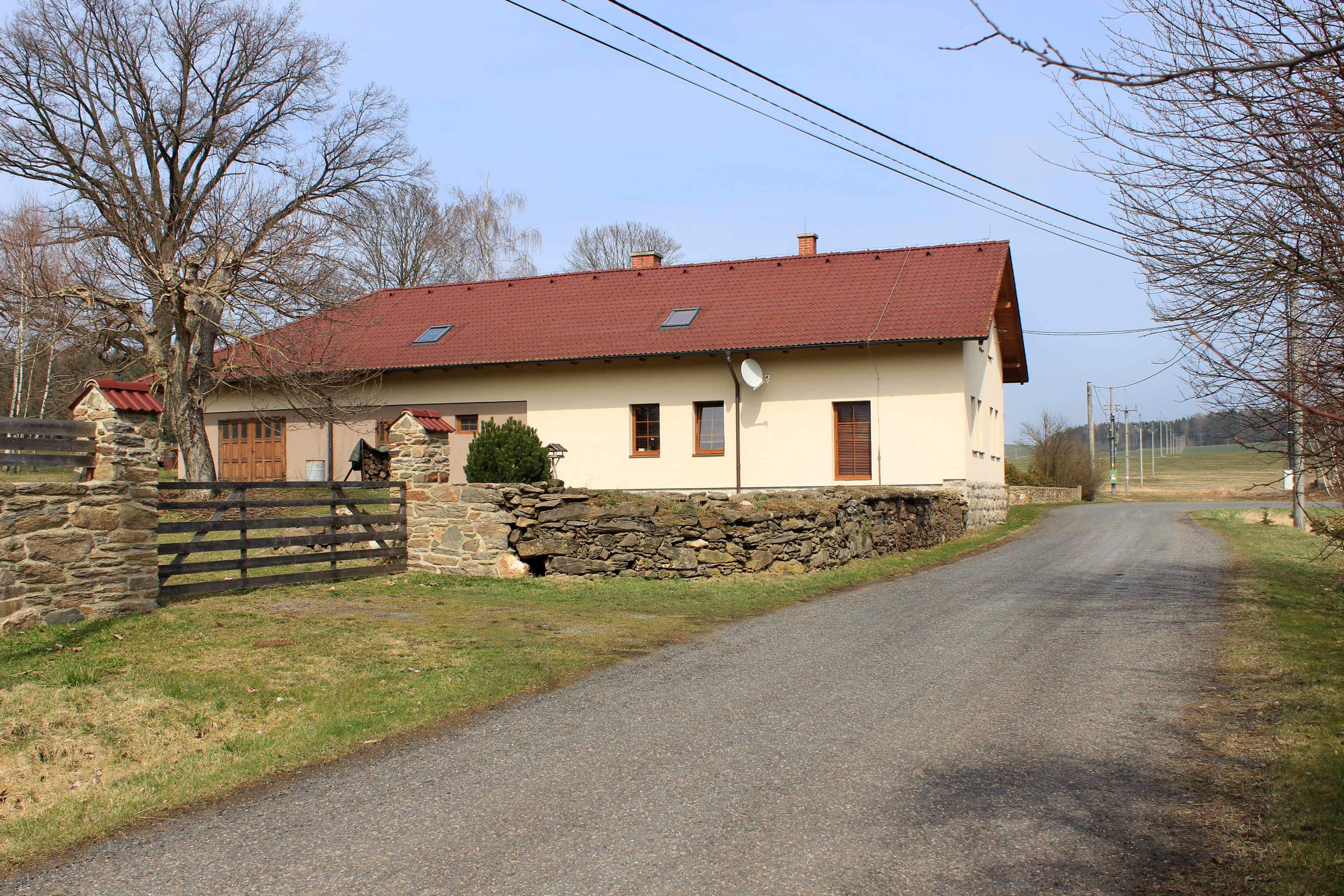
Východní část vesnice